# 火星の巨人ジョーグ
『火星の巨人ジョーグ』（かせいのきょじんジョーグ、原題：JOHN CARTER AND THE GIANT OF MARS）は、アメリカの小説家エドガー・ライス・バローズ (ERB) の息子であるジョン・コールマン・バローズが火星シリーズに題を取って執筆したSFジュブナイル小説を、単行本化にあたってERBが加筆・修正した1941年のSF冒険小説。H・H・ケインズによる作品番号は92、シリーズ番号はM10。
ERBによる真筆ではないため、火星シリーズに含めない者もいる（リチャード・A・ルポフは、火星シリーズの研究本『バルスーム』において「息子の作品なので本書で取り上げない」と断っている）。創元推理文庫SFの火星シリーズでは第11巻として出版され、『木星の骸骨人間』を併録していた。その後、創元SF文庫『合本版・火星シリーズ第4集火星の古代帝国』にも収録されており、本項では火星シリーズの一編として扱う。

## 概要
火星シリーズ末期の作品。主人公をジョン・カーター、ヒロインをデジャー・ソリスが単独で務めているが。これは『火星のプリンセス』以来となる。

### 贋作疑惑
冒頭で説明した経緯が明かされるまで、日本では真作かどうか疑われていた。
創元推理文庫SFの『火星の交換頭脳』（1979年。ただし厚木淳版）の解説にあたる「E・R・バローズの「シリーズもの」一覧表」にて野田宏一郎が「贋作疑惑がある」と述べ、バローズ出版社の副社長（当時）でありERBの長男であるハルバートがヘインズに送った手紙で「（贋作を）強く否定した」ことも併せて紹介している。
本書（1968年）の「訳者あとがき」でも厚木淳が疑念を呈しつつ、「ルポフの説明によると（真筆である）」と説明していた。そのルポフの『バルスーム』（日本語訳は1982年）では「コールマンの作品」と明記されている。
合本版『火星の古代帝国』の「訳者あとがき」にて、ようやく冒頭で説明した内容が明かされている。なお、コールマンが筆を取ったのは「見開きの片方に挿絵が載る」という形式をERBが嫌ったため、といわれている（挿絵もコールマンが手掛けている）。ERBは大人向けを中心に書いており、ジュブナイル作品は他に『ターザンの双生児』の正続2編があるのみである。

### 従来との相違点
翻訳を務めた厚木の持つ違和感は、以下の3点である（旧約版「訳者あとがき」より）。
1. ヘリウム空軍（エア・フォース）という呼称（従来はヘリウム海軍（ネイビー）[6]）。なお、「ヘリウム」は固有名詞であり、デジャー・ソリスの生国（都市国家）名である。
2. 「地球人（アースマン）」が多用されている[7]。
3. アルシオ（火星ねずみ）の足の本数が3本に減っていること[7]。

三人称で書かれているのもセオリーから外れている。ジョン・カーターが主役の場合は、彼の一人称で語られるのが常であった（第1作から第3作までと、第8巻『火星の透明人間』、第10巻『火星の古代帝国』、最終作『木星の骸骨人間』）。主人公が違っても、火星シリーズは一人称で書かれることが多く（第6巻『火星の交換頭脳』、第7巻『火星の秘密兵器』、第9巻『火星の合成人間』）、三人称で書かれている方が少ない（第4巻『火星の幻兵団』）。
この他、デジャー・ソリスがイサスに感謝の言葉を述べるシーンが再三登場するが、『火星の女神イサス』において彼女を窮地に落とし仕入れたのは、他ならぬイサス自身であった。
また、デジャー・ソリスの唇が悪漢（の手下）に奪われるシーンがあるが、バローズ作品において、ヒロインがこういった直接的な辱めを受けるのは極めて稀である（サブヒロインは除く）。

### 本作以前の関連作品
本作に密接な関係を持つ作品は2作ある。第6巻『火星の交換頭脳』において、天才科学者ラス・サヴァスが初登場。第9巻『火星の合成人間』において再登場した際は、人工生命体である「合成人間」の製造に成功したものの、野望溢れる合成人間たちの捕虜として働かされている様が描かれている。本書にはラス・サヴァス自身は登場しない。
なお、『～交換頭脳』の主人公は地球人ユリシーズ・パクストン（火星名ヴァド・ヴァロ）、『～合成人間』の主人公はヴォル・ダー（ヘリウムの士官）で、カーターの出番は共に少ない。

## ストーリー
火星（バルスーム）の都市国家・ヘリウムの王女であるデジャー・ソリスが誘拐された。時を移さず、ピュー・モーゲルなる人物から脅迫状が届く。彼女の夫である地球人（アースマン）ジョン・カーターは、緑色人の盟友タルス・タルカス、ヘリウム空軍長官カントス・カンと協力し、探索を開始した。
ピュー・モーゲルは、科学者ラス・サヴァスの作り出した合成人間だった。デジャー。ソリスとタルス・タルカスを捕らえた彼は、カーターをも罠にはめ、虜とし、処刑寸前にまで追い込む。
カーターたちの最期を部下に任せ、部隊を率いて進軍するピュー・モーゲル。その内容は、赤色人の頭脳を持つ大白猿軍団と、切り札となる全高40メートルの巨大合成人間・ジョーグ。危機を脱したカーターは、タルス・タルカスと、彼の率いるサーク族の騎馬部隊に協力を仰ぐが、巨鳥マラゴールの群れに跨る大白猿軍団は、強力な軍隊として空からヘリウムに襲いかかる。ヘリウム空軍も強大なジョーグの前には手も足も出ない。はたしてヘリウムの運命は？ 火星大元帥カーターは、いかにしてこの危機を切り抜けるのだろうか？

## 登場人物、用語
各々の属性に分けて説明する。

### 主人公、基本用語等
主人公、ヒロイン、その関係者は、第1作『火星のプリンセス』の主要人物のみである。なお、デジャー・ソリスの父親であるモルス・カジャックは、本作には登場しない。
ジョン・カーター
本作の主人公。地球出身で、元は南北戦争の南軍大尉。火星の低い重力下では抜群の運動性と筋力を誇る（本作では7メートルと15メートルのジャンプを行った）。そのうえ剣の達人であり、性格も清廉にして実直。いわゆる「頭を使うタイプ」ではなく、もっぱら剣と勇気に頼っている。
デジャー・ソリスを敵地から幾度も救い、相思相愛となって結婚。ヘリウム（都市名）の王子となった（『火星のプリンセス』）。その後、数々の冒険を経て「火星大元帥（ウォーロード）」の称号を得る（『火星の大元帥カーター』）。
デジャー・ソリス
本作のヒロインで赤色火星人。ヘリウムの王女であり、カーターの妻。絶世の美女であるが、すでに成人した息子（カーソリス。『火星の幻兵団』の主人公））と娘（ターラ。『火星のチェス人間』のヒロイン）もいる（火星人は不老長生であり、成人後は外見から年齢を伺うのは難しく、老衰の傾向が表れるのは800歳を過ぎたあたりからである）。なお、ターラにも娘（ラナ。『火星の古代帝国』のヒロイン）がいる。
タルス・タルカス
4本腕の緑色火星人。サーク族の族長でカーターの親友。義に篤い好漢にして、勇猛な騎馬戦士。部下の戦士は10万人。
タルドス・モルス
ヘリウムを統べる老皇帝（ジュダック）。デジャー・ソリスの祖父。
カントス・カン
ヘリウム空軍の長官であり、カーターの信頼できる友人。
飛行艇（フライヤー）
火星第8光線と第9光線を利用し浮遊・推進する飛行機械。単座の小型艇から戦艦並みの大型艦まで種々雑多なタイプが存在する。空軍の主力。
ラジウム
照明や火薬に使われる素材。

### 合成人間関係
ラス・サヴァス
直接の登場シーンはない。赤色人の天才科学者。かなりの老齢で1000歳以上と思われる。『～交換頭脳』で青年の肉体に脳を移植しており、外見は若い。
合成人間の創造主である。決して悪人ではないが、倫理観よりも探求心を優先する傾向がある。『火星の合成人間』で再登場した際は、合成人間たちを作成したものの、その虜囚となっていた。
ピュー・モーゲル
合成人間＜Ｐ53－54＞にして、その軍団のボス。まぶたのない目、小さすぎる頭、長さの違う両腕、大きさの違う両足、と醜怪な外見を持っているが、均整の取れていない姿は合成人間の特徴である。
部下に医学の教育を施している最中であり、それが終われば、自らの脳を美形の赤色人に移し替えよう、と考えている。
100人の合成人間を連れ、巨大な鳥・マラゴールの群れに乗り、ラス・サヴァスのいるモルバスの研究所を脱走。廃都コルバスに潜み、研究と実験を重ね、ジョーグを作り出した。
その一方、逃れてきた赤色人の犯罪者を部下に加え、説得して大白猿の身体に頭脳を移し替え、戦力として使役している。ピュー・モーゲルの征服計画が成功した暁には、別の赤色人に脳を移植する、と彼らには約束している。
ジョーグ
全高40メートルの巨人（頭部だけで5メートル）。素材は1万体に及ぶ赤色火星人と火星大白猿。自意識はあるものの知能は低く、耳の受信装置で操縦されている。だぶだぶの短衣をまとっており、全裸ではない。製作には5～6年かかっている。
ラス・サヴァスの発明した血清のおかげで、不死身に近い再生力を誇る。
コルバス
都市名。1000年前に滅んでいる。ピュー・モーゲルがアジトとして利用していた。
マラゴール
怪鳥。人間を乗せて飛べるほど大きい。ピュー・モーゲルがラス・サヴァスの元から逃亡する際に使用し、後には大白猿の部隊を輸送するために多数を使用した（カーターは「数千」と踏んでいる）。
大白猿
4本の腕を持つ、大型の類人猿。身長3メートル程度で、白い毛に覆われている。手には鋭い鉤爪がある。
ゴア
火星大白猿に赤色人の相撲を移し替えた兵士（の内の1体）の名前（個人名）。
大白猿に赤色人犯罪者の脳を移し替えた兵隊にライフルを装備させマラゴールに騎乗、そのマラゴールには補給用の弾帯や小口径の砲や小機関銃などを配備した部隊が、ピュー・モーゲルの部隊の戦団である。ヘリウム襲撃の際は急降下爆撃を繰り返す戦術もとられた。
なお、マラゴールはテレパシーで操縦される＜Ｐ72＞が、これは赤色人や緑色人が馬（ソート）などに乗る際にも用いられている。

### 火星の生物
本書に登場するものは、以下の通り（前節で説明したものは除く）。
ソート
馬に該当する。8本足である。
アルシオ
ねずみに相当する火星の生物。本書では3本足となっているが、従来は足の数はもっと多く描かれていた。尻尾があり、武器として使用可能。
大きさは不明だが「巨大な」とあり、地球のねずみより巨体であるようだが、室内に多数が潜めるため、人間より大きくはない模様。闘争心が旺盛で、人間にも襲いかかる。肉食、もしくは雑食。
群れを作る習性があり、コルバスでは大王がそれを率いている。
鳥類の天敵であり、大白猿をも襲撃するが、ソートには見向きもせず、その習性を利用されてマラゴール退治、大白猿駆逐に2千匹が徴発された。
アルボック
ヘリウムの近くの森に棲む爬虫類。怪物と呼ばれており、牙と、足の鉤爪を武器として獲物に悪露いかかる。
コウモリ
火星名、詳細ともに不明。
火星グモ
詳細不明。クモの巣を張る習性がある。
爬虫類
詳細不明。水棲あるいは水陸両生と思われる。複数が登場し、コルバスでカーターらを襲った。